# Karen Blixen
Pour les articles homonymes, voir Blixen, Dinesen et Finecke.
Karen Blixen, ex-baronne Karen von Blixen-Finecke, du nom de son ex-époux le baron suédois Bror von Blixen-Finecke, née Karen Christentze Dinesen le 17 avril 1885 à Rungstedlund dans la commune de Hørsholm et décédée le 7 septembre 1962 à Rungstedlund, est une entrepreneuse au Kenya et une femme de lettres danoise. Elle est connue sous le pseudonyme d'Isak Dinesen dans les pays anglo-saxons,. Elle a également publié sous les noms de plume Tania Blixen, Osceola et Pierre Andrézel, pour The angelic avengers traduit sous le titre Les Voies du châtiment.
Karen Blixen est célèbre pour avoir notamment écrit La Ferme africaine dont est tiré le film « oscarisé » de Sydney Pollack Out of Africa : Souvenirs d'Afrique (1985) et Anecdotes du destin (en) dont une nouvelle sert de base au film Le Festin de Babette (1987),.

## Biographie

### Origine familiale
Karen Christentze Dinesen est la fille d'Ingeborg Westenholz née le 5 mai 1856 au Manoir de Mattrup Gods, à Horsens, Skanderborg, Danemark, et de l'écrivain et officier Wilhelm Dinesen né le 19 décembre 1845 à Copenhague, au Danemark. La mère de Karen, Ingeborg Westenholz, est la fille de Regnar Westenholz et de Mary Lucide Westenholz. Ingeborg est issue d'une famille de négociants puissante et fortunée, propriétaire du manoir de Mattrup dans le Jutland. Ingeborg est dotée d'une forte personnalité, suffragette luttant pour la liberté des femmes, cultivée et polyglotte mais en même temps très conservatrice,. Wilhelm Dinesen est élevé au château de Katholm, un grand domaine également dans le Jutland. Wilhelm est une personnalité complexe qui s'engagea dans l'armée française pour combattre les Prussiens puis vécut l'épisode de la Commune de Paris, qui l'a inspiré pour un de ses livres. Wilhem a vécu au Québec, puis aux États-Unis à proximité d'une tribu autochtone Chippewa du Wisconsin.
En 1879, grâce à son héritage, Wilhelm acquiert la propriété agricole de Rungstedlund à vingt kilomètres de Copenhague au bord de la mer et décide de se marier. Il fait la cour à une jeune fille, Ingeborg Westenholz. Le couple se marie en 1881. De cette union sont issus cinq enfants, Inger (dite Ea, née en 1883), Karen (dite Tanne, née en 1885), Ellen (dite Ella, née en 1887), Thomas (né en 1892) et Anders (né en 1894).
Le capitaine Dinesen, n'ayant pu s'occuper de sa première fille accaparée par les femmes de la famille, se promet alors de considérer son deuxième enfant comme le sien. C’est ainsi que Karen devient le compagnon de promenade de son père dans les environs. Wilhelm transmet ainsi à Tanne son amour de la nature et de la chasse et en fait sa confidente enfantine sur des questions existentielles. Karen se souviendra toujours des promenades avec son père, dans les bois et au bord du Sund. Wilhelm est élu député du parti libéral au parlement du Danemark en 1892. Puis il songe à partir pour un long voyage mais ne peut l'entreprendre car son épouse juge que les enfants sont encore trop jeunes ; il plonge alors dans une sorte de dépression. Puis, atteint de syphilis, il se suicide par pendaison, alors que Karen n'a que neuf ans, le 28 mars 1895, à Copenhague.
La mère de Tanne, Ingeborg Dinesen, conseillère de lettres de Hørsholm de 1909 à 1917, meurt le 27 janvier 1939 à Rungstedlund, Rungsted Kyst, Danemark.

### Enfance et jeunesse
En 1898, Karen et ses deux sœurs passent une année en Suisse pour apprendre le français. Karen Blixen fait ses études à l'Académie royale des beaux-arts du Danemark de Copenhague, puis suit des études d'art à Paris et à Rome. Riche, elle rejette le mode de vie bourgeois et se tourne vers la peinture et l'écriture. Elle disait : « Je n'ai jamais tant aimé en ce monde que la peinture et l'écriture. Mais si j'avais à choisir, je ne serais ni peintre ni écrivain mais fermière. »
Elle débute comme écrivain en 1907 avec la publication d'un conte, Les Reclus (Eneboerne). D'autres suivront jusqu'en 1909. Puis Karen Blixen cesse d'écrire, devant son peu de succès. Au début de sa vie, Karen se cherche beaucoup.

### Vie sentimentale et mariage
Après avoir quitté l'Académie royale, Tanne devint une familière du « beau monde » aristocratique et c'est ainsi qu'elle connaît les barons jumeaux Hans et Bror Blixen-Finecke, ses deux petits cousins suédois. Ces deux frères ont une activité mondaine trépidante et ininterrompue ; montant en course, jouant au bridge et au golf, ils se lancent dans de multiples fêtes, chasses et incessantes activités de séduction. En 1909, malgré la vie très peu conventionnelle que mènent ces deux frères et bien qu'elle soit activement courtisée, Tanne tombe follement amoureuse et éprouve une grande passion pour le baron Hans von Blixen-Finecke qui, de son côté, reste totalement indifférent aux sentiments de Karen. Cette situation a un effet dévastateur sur Tanne qui connait une longue période de désespoir.

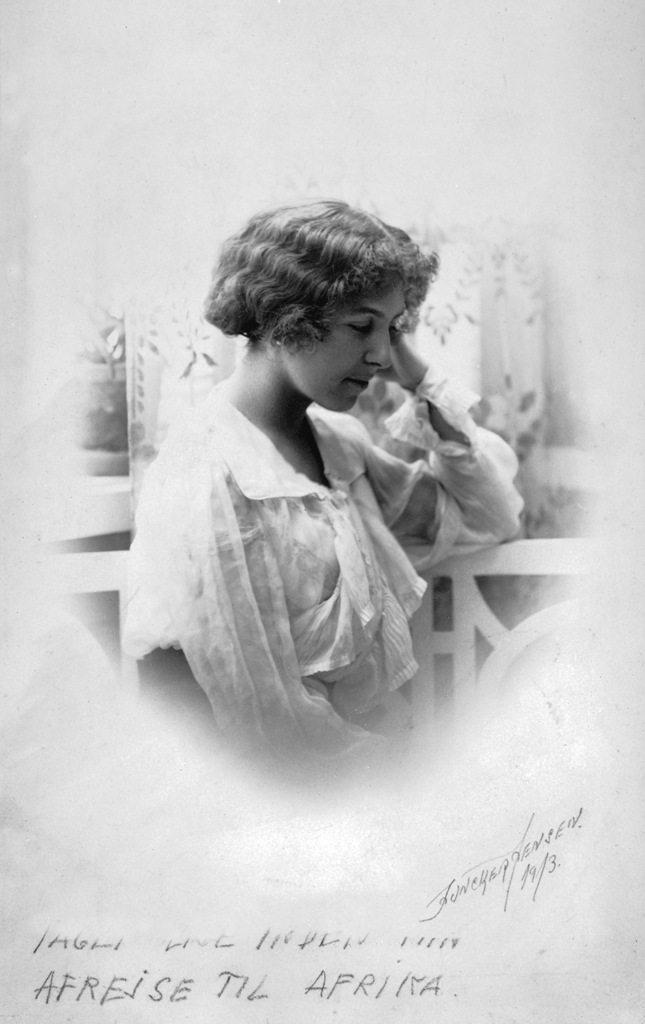
Karen Blixen en 1913.

Lorsque l'oncle de Bror, le comte Mogens Frijs, revient au Danemark d'un safari en Afrique de l'Est, il évoque pour Bror et Karen la beauté du Kenya et ses fantastiques perspectives d'évolution.
Tous les deux y voient l'opportunité d'aventures, d'association, de mariage et de départ pour l'inconnu qui font que Bror et Karen deviennent associés. Un pacte est établi ; d'une part, le titre de Bror et ses relations avec la haute noblesse, rattaché à la famille royale de Suède, et d'autre part, la possibilité qu'avait Tanne d'accéder à la fortune de sa propre famille qui allait garantir leur ferme. En décembre 1912, Karen se fiance avec le frère jumeau de son ancien amour, le baron Bror von Blixen-Finecke, mais ne souhaite s'établir ni au Danemark ni en Suède. Ce que souhaite Karen c'est voyager.

### Vie en Afrique

#### La ferme Mbogani

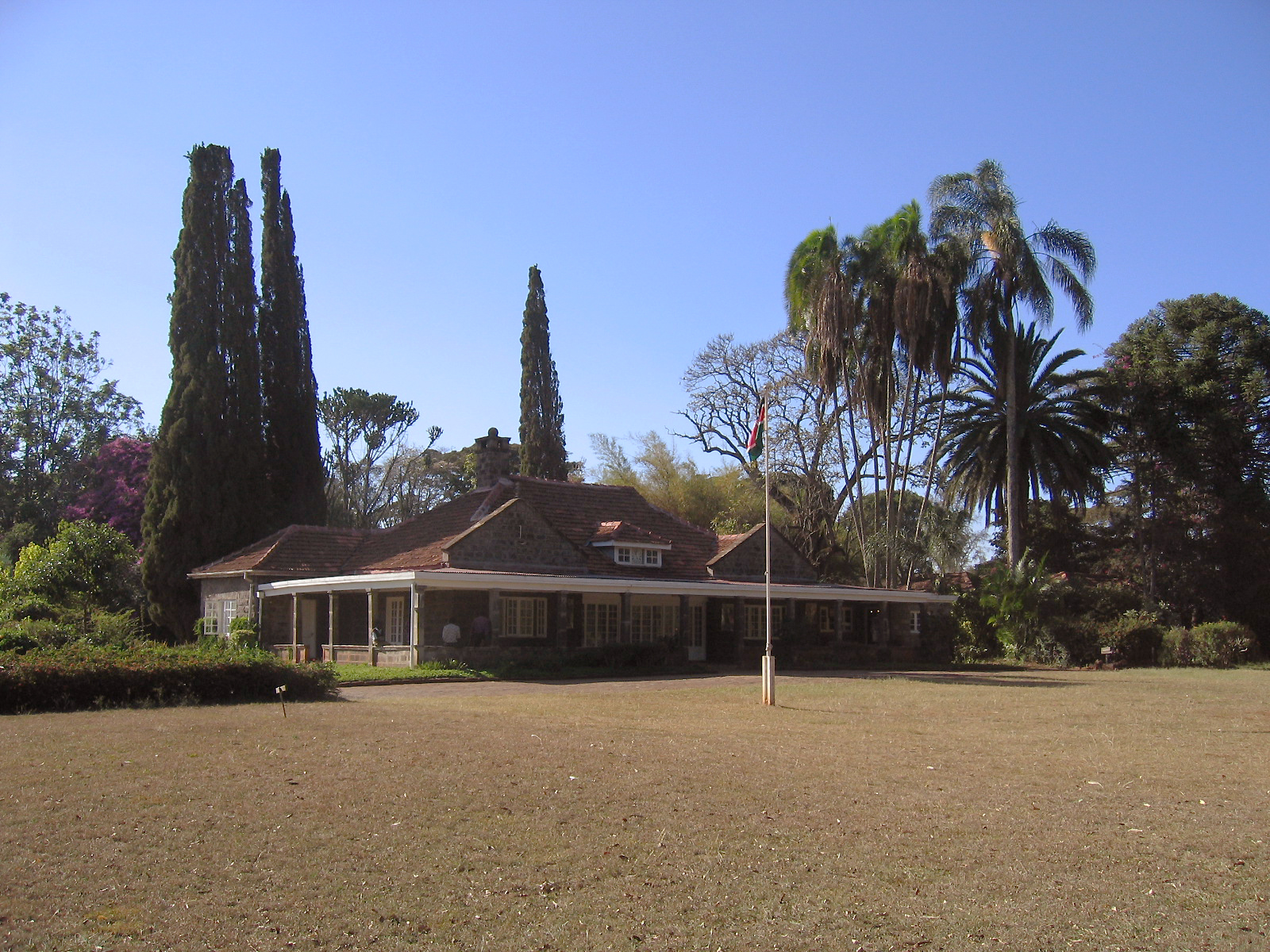
Aménagé dans le logis de son ancienne ferme, le musée Karen-Blixen à Karen, un quartier du sud-ouest de Nairobi au Kenya, qui aurait été nommé ainsi d'après le prénom de l'écrivaine, et qui s'est développé sur les anciennes terres du domaine,.

Durant l'année 1913, Karen et Bror, alors fiancés, cherchent à créer une plantation de café dans l'Afrique orientale britannique. Bror von Blixen-Finecke achète la plantation de café M'Bagathi ainsi que la ferme Mbogani. La ferme Mbogani se situe dans la banlieue verte à dix kilomètres au Sud-Ouest de Nairobi au sud du Kenya, dans la ville de Karen, au pied des Ngong Hills, le long de la vallée du Grand Rift,.
Le 14 janvier 1914, Karen Blixen débarque à Mombasa ville portuaire au Sud du Kenya et se marie le lendemain avec Bror, qui n'était même pas venu l'accueillir à son arrivée.
Karen Blixen fait une description des dix-sept ans passés dans cet endroit, dans son livre Out of Africa paru en 1937 (en français La Ferme africaine paru en 1942 chez Gallimard) : « La ligne de l'Équateur passait dans les montagnes à vingt-cinq miles au Nord ; mais nous étions à deux mille mètres d'altitude. Au milieu de la journée nous avions l'impression d'être tout près du soleil, alors que les après-midi et les soirées étaient frais et les nuits froides. L'altitude combinée au climat équatorial composait un paysage sans pareil. Paysage dépouillé, aux lignes allongées et pures, l'exubérance de couleur et de végétation qui caractérise la plaine tropicale en étant absente : ce paysage avait la teinte sèche et brûlée de certaines poteries. »
La maison entourée d'une véranda a été construite en 1912 par l'ingénieur suédois Åke Sjögren (sv), puis achetée cinq ans plus tard par le baron Bror von Blixen-Finecke, grâce à un important investissement financier de la famille de Karen Blixen,.
Dans sa vie à la ferme, Karen Blixen était entourée de serviteurs qui devinrent des amis fidèles dont Karen peint un portrait touchant. Parmi eux on peut citer Farah son interprète Somali, son fidèle homme de confiance qui la protégera tout au long du temps en Afrique. On trouve aussi Kamante, un petit Kikuyu avec qui elle continuera d'échanger par courrier longtemps après son retour au Danemark. Kamante fut son cuisinier jusqu'à la fin. il y a aussi Esa, son premier cuisinier qui connut une fin tragique, Kinanjui, le vieux chef Kikuyu devenu son ami, Karomenya, le jeune sourd à qui elle offrit un sifflet, Pooran Singh, le très populaire forgeron indien, Jama, le domestique Somali. Dans ses portraits, il ne faut pas oublier de citer Reginald Berkeley Cole. Karen s'est loyalement attachée à son service les mêmes personnes pendant toute la durée de sa vie en Afrique.
L'entreprise, à l'origine du roman La Ferme africaine, prend pour nom la Karen Coffee Co. Bror Blixen est nommé directeur, mais montrera vite qu'il n'a pas l'étoffe d'un patron : il ne montre guère de talent pour la gestion ni pour l'agriculture.
Pendant la Première Guerre mondiale, Bror sert dans les patrouilles britanniques de Lord Delamere le long de la frontière avec le Tanganyika allemand (Tanzanie actuelle) et Karen leur apportait des fournitures.

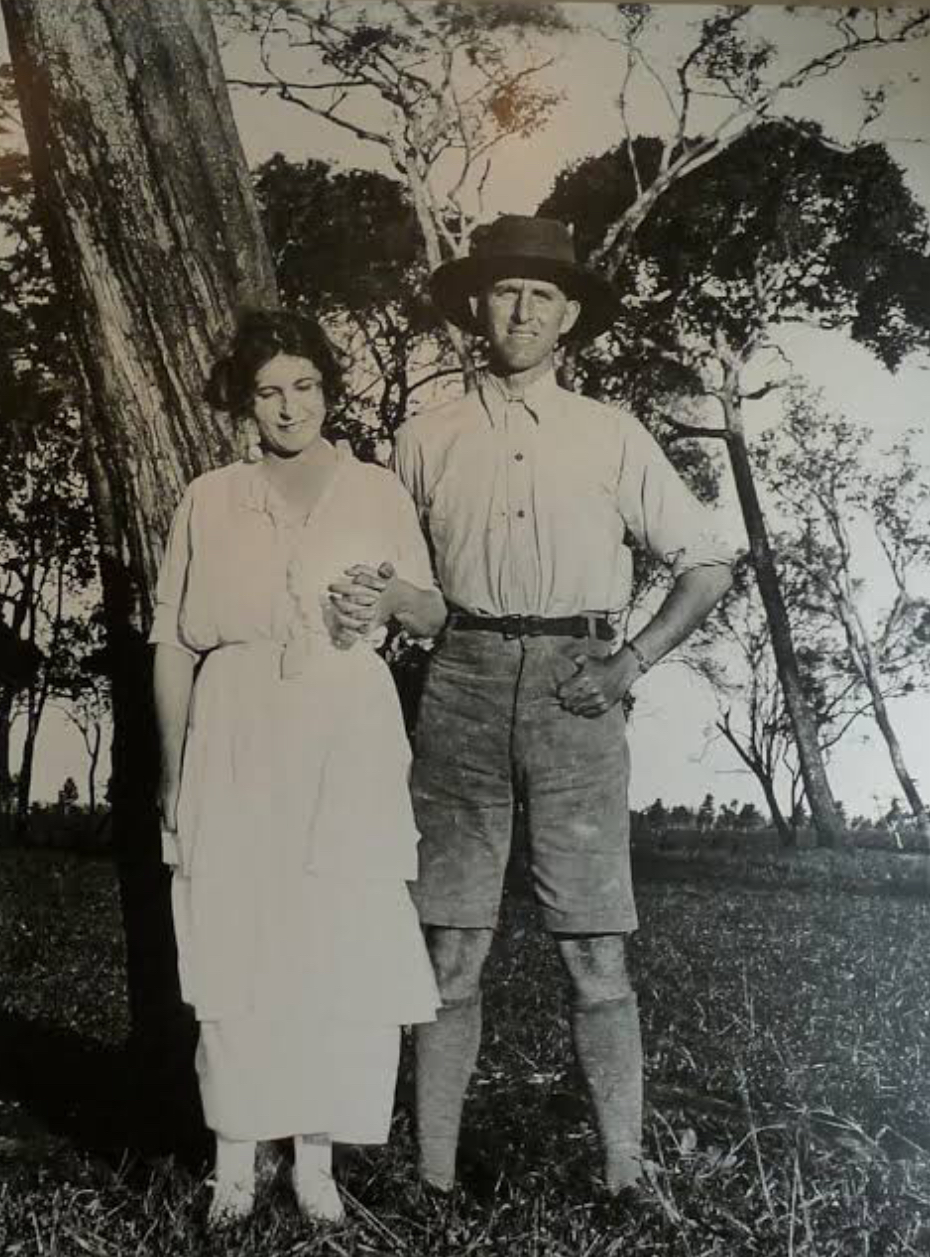
Karen Blixen et son frère Thomas, dans la ferme familiale au Kenya, 1920.

Dès 1917, le conflit éclate entre les époux sur la destinée de l'entreprise et donc de la ferme. En 1920, Aage Westenholz, oncle de Karen et président de la Karen Coffee Co., vient sur place pour statuer sur l'avenir de la ferme. Il choisit de relever Bror Blixen de ses fonctions de directeur au profit de Karen, lui intimant de ne plus prendre aucune fonction dans la plantation.
Karen et Bror se séparent en 1921 puis divorcent en 1925, mais restent en bons termes.
Karen pense pouvoir redresser la situation. Son frère et confident, Thomas Dinesen, la rejoint au Kenya pour l'aider à la plantation de 1918 à 1923. En 1923, Thomas est convaincu que la ferme n'est pas économiquement viable. Au cours des années suivantes, Karen ne cesse de demander de l'argent à sa famille pour faire survivre l'entreprise. Pour sa famille danoise, il semble que les fonds envoyés sont plus perçus comme une œuvre caritative et d'évangélisation que comme un investissement financier. Les époux s'éloignent de plus en plus, notamment en raison de la gestion calamiteuse de Bror et de ses infidélités (d'ailleurs tolérées). La situation ne cesse de se dégrader. Finalement en 1931, la société anonyme est contrainte de se placer en liquidation et de vendre la ferme. Karen Blixen passe les derniers mois à la ferme, à écouler la dernière récolte et tenter d'assurer la situation de ses employés.

#### Denys Finch Hatton

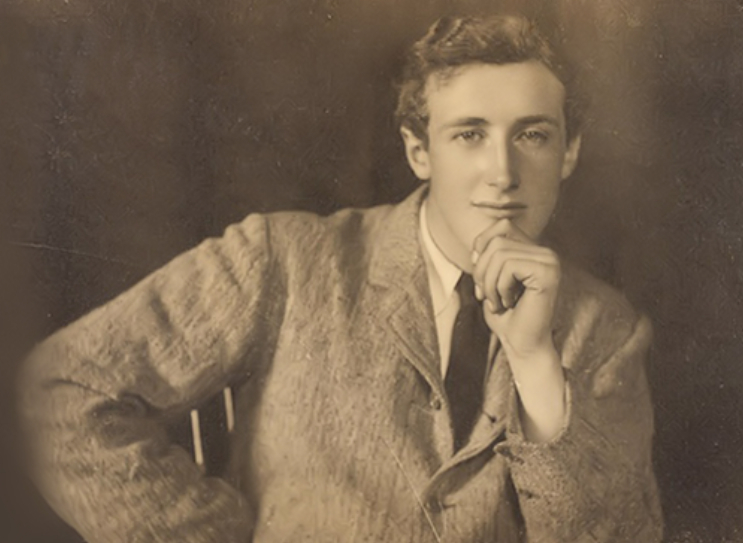
Denys Finch Hatton.

En 1918, son mari lui avait présenté l'aventurier Denys Finch Hatton, pilote de l'armée de l'air britannique et guide de safari. Denys devient le grand amour de sa vie, même si leurs relations sont parfois orageuses ; charismatique et érudit, il encourage Karen à écrire, veut faire d'elle une écrivaine. 

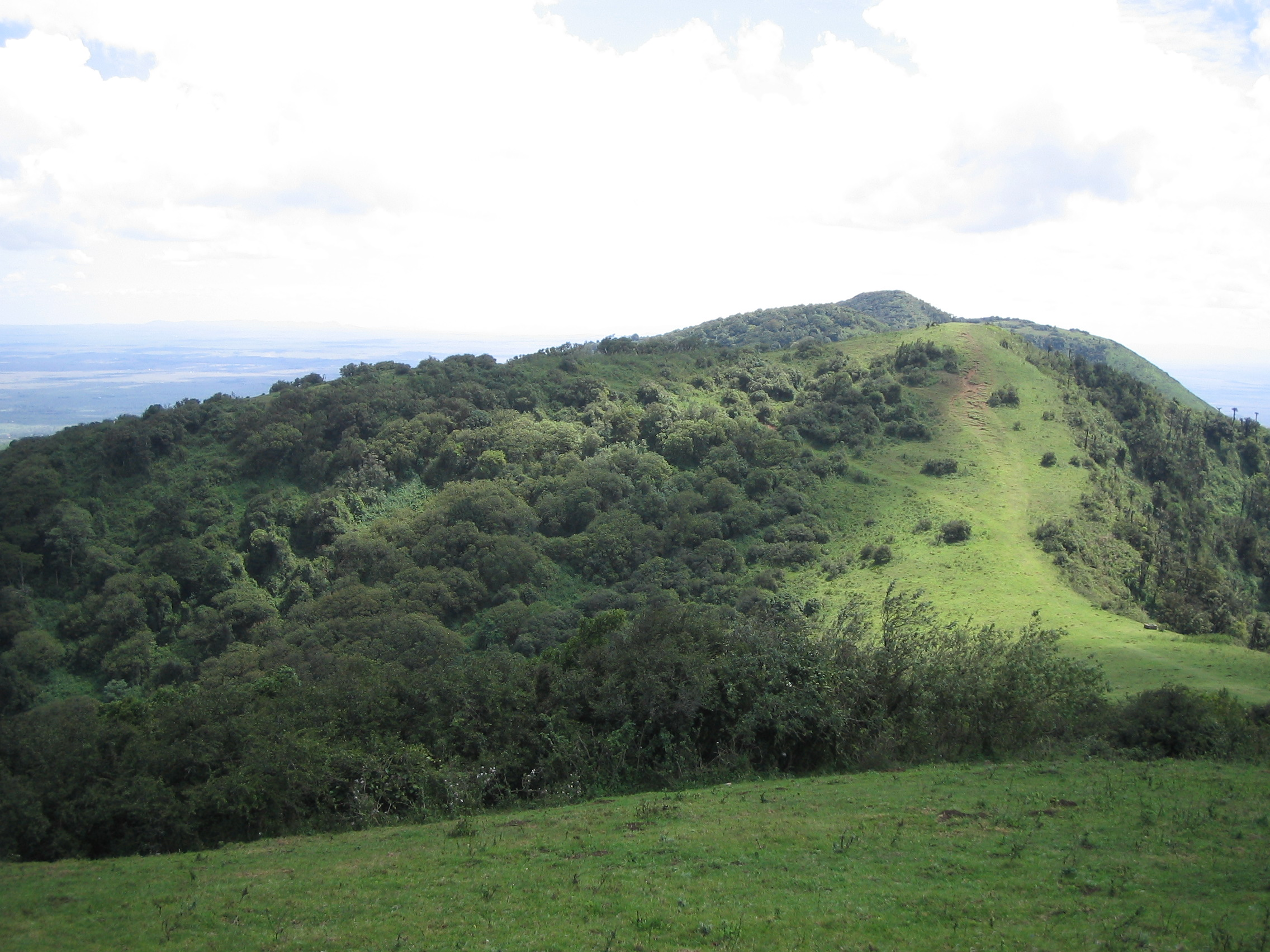
Les monts Ngong, où chassaient Denys Finch Hatton et Karen Blixen.

Karen Blixen accueille le 9 novembre 1928 dans sa ferme le prince de Galles, futur Édouard VIII, héritier du trône d'Angleterre, Bror Blixen et sa nouvelle compagne Cockie sont aussi invités.
Denys Finch Hatton la quitte pour l'aviatrice britannique Beryl Markham. Il meurt dans l'accident de son avion personnel le 14 mai 1931, à 44 ans.

#### Vente de la ferme et départ d'Afrique
La situation financière de l'exploitation se dégrade d'année en année. La ferme est finalement vendue et Karen Blixen doit quitter définitivement l'Afrique en juillet 1931. Dans une dernière lettre avant de quitter le continent africain, elle écrit :
« Même si elle a été un peu plus tendre envers certains autres, je suis malgré tout persuadée que j'ai été l'un des "favourite children" de l'Afrique. Un vaste univers de poésie s'est ouvert à moi et m'a laissée pénétrer en lui ici, et je lui ai donné mon cœur. J'ai plongé mon regard dans celui des lions et j'ai dormi sous la Croix du Sud, j'ai vu les grandes plaines être la proie des flammes, et alors qu'y poussait une herbe verte et tendre après la pluie, j'ai été l'amie de Somalis, de Kikuyus et de Massaï, et j'ai survolé les Ngong Hills : « j'ai cueilli la plus belle rose de la vie » — je crois que ma maison a été une sorte de refuge pour les passants et pour les malades, et qu'elle a été pour tous les Noirs le centre d'un friendly spirit. »

### Retour au Danemark
Le 19 août 1931, elle accoste à Marseille en France, puis rejoint le domaine familial de Rungstedlund au Danemark, le 31 août 1931. Elle est alors financièrement ruinée, sentimentalement désespérée, et sans avenir ; après avoir dû quitter sa ferme et l'Afrique, vécu 17 ans (de 1914 à 1931) à l'étranger loin du Danemark, Karen considère à ce moment-là, son expérience de ferme africaine comme un échec total.
Pour combler le vide de sa vie, elle se met à écrire en anglais, au seuil de la cinquantaine. « Personne n'a payé plus cher son entrée en littérature », dira-t-elle plus tard.

### Vie d'écrivain
Après de nombreux refus de publication, ses Sept contes gothiques (Seven Gothic Tales) sont enfin acceptés en 1934 par un éditeur américain, Robert Haas. Ce recueil de courtes nouvelles parait le 25 septembre 1935 et Karen Blixen décide de les faire publier sous le pseudonyme d'« Isak Dinesen »,. L'accueil du public américain est enthousiaste. La Ferme africaine (Den afrikanske Farm, titre en danois ; Out of Africa en anglais) sort en 1937. Confinée au Danemark occupé pendant la guerre, elle publie Les Contes d'hiver (Winter's Tales) en 1942.

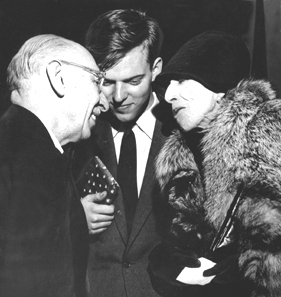
Karen Blixen (à droite) rencontrant Igor Stravinsky (à gauche) avec Jurij Moskvitin, 25 mai 1959.

Après la Seconde Guerre mondiale, son domaine de Rungstedlund devient un petit cercle littéraire, où Karen Blixen reçoit de nombreux jeunes écrivains et intellectuels danois, principalement issus de la revue littéraire Heretica. Elle engage Clara Selborn, qui devient sa secrétaire ainsi que sa conseillère artistique et économique. Une amitié particulière la lie de 1948 à 1955, à un jeune poète danois, Thorkild Bjørnvig, de trente ans son cadet, qu'elle héberge et fait vivre dans son domaine. Cette histoire sera racontée par Bjørnvig lui-même dans Le Pacte, inédit en France, douze ans après le décès de Karen Blixen.
Elle s'affirme peu à peu comme une figure de premier plan de la vie artistique danoise, notamment par le biais de nombreuses causeries radiophoniques.
En 1958, Karen Blixen prend l'initiative de créer une fondation pour la pérennité de son domaine de Runstedlund, avec la création d'une réserve pour les oiseaux dans le parc. Elle publie la même année Les Derniers Contes, comprenant notamment Le Festin de Babette.
Affaiblie et malade, elle entreprend un voyage de quelques mois aux États-Unis en 1959, où l'accueil de son public est triomphal. Karen Blixen réalise alors un rêve : dîner avec Marilyn Monroe et son mari Arthur Miller.

### Maladie et dernières années
Peu après son mariage, à 29 ans, malade, Karen confie dans une lettre à son frère Thomas que son mari, volage, lui aurait transmis la syphilis.
À la ferme, Karen conduisait de grands malades (variole, méningite, typhus) à l’hôpital, convaincue qu’elle ne serait jamais contaminée. En raison de la difficulté d'un traitement sur place, Karen Blixen repart se faire soigner au Danemark en 1915.
Traitée avec des pilules de mercure; le remède de l'époque, sa syphilis aurait été guérie de son vivant, mais des tests approfondis, après 1925, ne prouvent pas la présence du tréponème pâle dans son organisme.
Il semble peu vraisemblable qu'elle ait souffert de neurosyphilis et la plupart des symptômes semblent plutôt dus au traitement au mercure. Les troubles neurologiques attribués à un tabès étaient probablement la conséquence tardive de ses traitements : mercure, arsenic et bismuth,.
En 1955, à l'âge de 70 ans, elle doit subir une intervention chirurgicale sur la moelle épinière ainsi qu'une gastrectomie pour un ulcère de l'estomac. Son alimentation en sera définitivement perturbée, provoquant une malnutrition ; elle ne pèse alors plus que 35 kg.
En 1956, son état a empiré, elle n’accepte plus sa maladie d’une manière aussi légère, elle écrit donc à son frère dans Correspondance d'Afrique:
« J’ai passé les quatre dernières années principalement à l’hôpital ou au lit ici. J’ai l’impression de ne pas parvenir à me rétablir. Je n’arrive pas à peser plus de 35 kilos et je suis atteinte d’une sorte de paralysie des jambes. Je ne peux pratiquement ni me tenir debout, ni marcher,. »

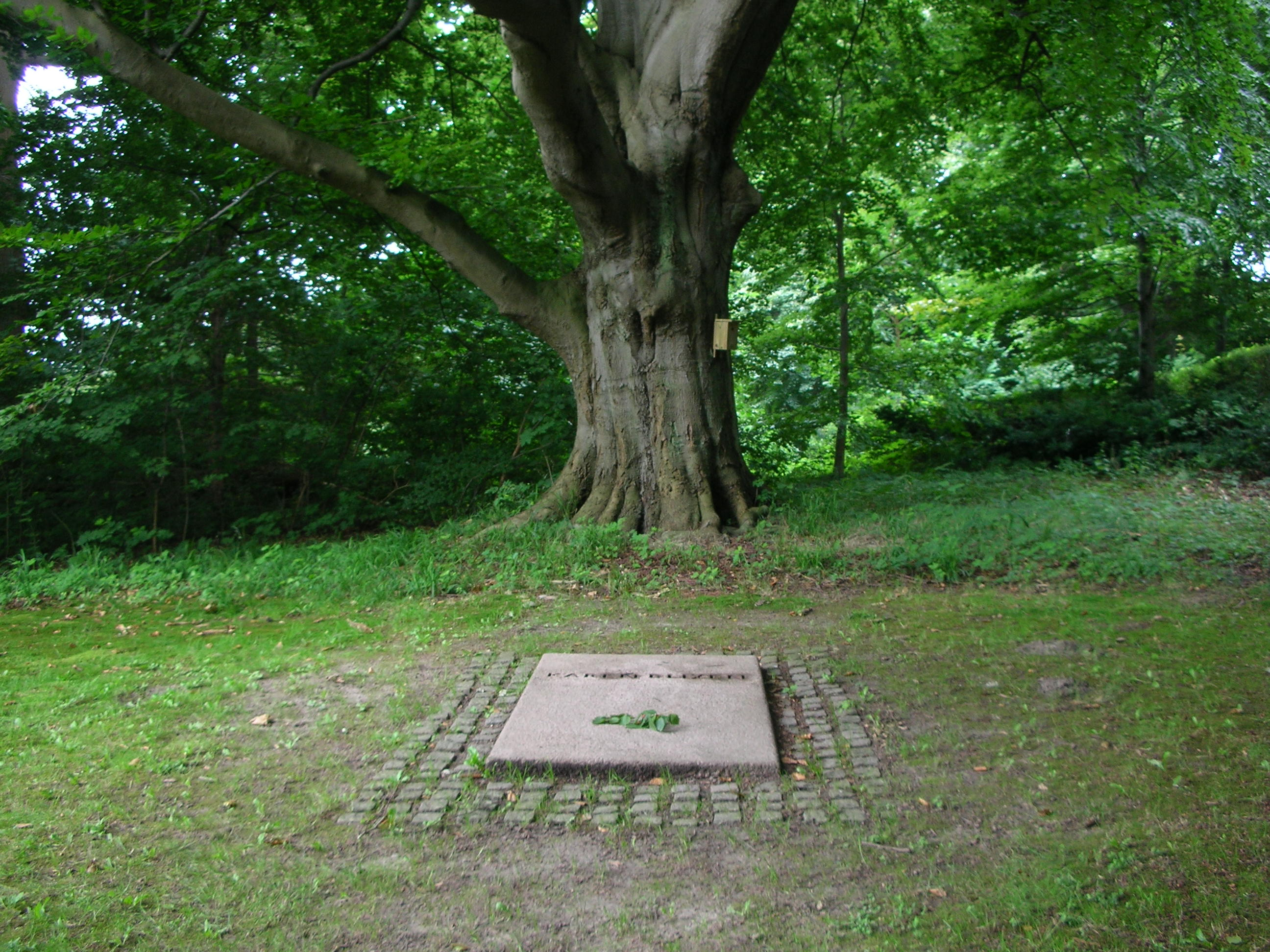
La tombe de Karen Blixen à Rungstedlund.

Karen voyage encore à Paris en 1961, puis meurt le 7 septembre 1962, assistée par son frère Thomas, dans sa maison de Rungstedlund. Elle est enterrée, devant environ trois cents personnes, au fond du parc de sa demeure.

## Œuvre
C'est l'une des principales héritières du style gothique anglo-saxon, qu'elle prolonge par un fantastique personnel, un néoromantisme et un réalisme magique. Karen Blixen reçoit le prix Tagea Brandt Rejselegat en 1939. Sous son nom ou sous les pseudonymes de Osceola, le nom du chien de son père Wilhem Dinesen ,, Isak Dinesen et Pierre Andrézel, on lui doit :
- 1934 : Sept contes gothiques  (ISBN 2253031542)
  - Le Raz de marée de Norderney
  - Le Vieux Chevalier errant
  - Le Singe
  - Sur la route de Pise
  - La Soirée d'Elseneur
  - Les Rêveurs
  - Le Poète
- 1937 : La Ferme africaine (adaptée au cinéma sous le titre Out of Africa)  (ISBN 2070425126). La Ferme africaine est éditée en France en 1942 avec une traduction d'Yvonne Manceron fondée sur la version anglaise écrite par Karen Blixen. Le roman est réédité en mai 2005 avec une traduction d'Alain Gnaedig fondée sur le texte original danois.
- 1942 : Contes d'hiver  (ISBN 2070374114)
  - Histoire du petit mousse
  - Le Jeune Homme à l'œillet
  - Les Perles
  - Les Irréductibles Propriétaires d'esclaves
  - L'Héroïne
  - L'Enfant rêveur
  - Alcmène
  - Le Poisson
  - Peter et Rosa
  - Le Champ de la douleur
  - Une histoire consolante
- 1944 : Les Voies du châtiment  (ISBN 2070383202) (Gen Gaeldeldens veje), paru sous le pseudonyme de Pierre Andrézel
- 1957 : Les Derniers Contes (Last Tales), aussi publiés sous le titre Nouveaux Contes d'Hiver  (ISBN 2070378217), recueil rassemblant plusieurs séries de contes :
  - Contes tirés du roman "Albondocani"
    - Le Premier Conte du cardinal
    - Le Manteau
    - Promenade de nuit
    - Sur les pensées cachées et sur le Ciel
    - Les Contes des deux vieux messieurs
    - Le Troisième conte du cardinal
    - La Page blanche

  - Nouveaux contes gothiques
    - Les Caryatides, histoire inachevée
    - Échos

  - Nouveaux contes d'hiver
    - Une histoire campagnarde
    - Saison à Copenhague
    - Conversation nocturne à Copenhague
- 1958 Anecdotes du destin, aussi publié sous le titre Le dîner de Babette  (ISBN 2070380955), puis sous le titre Le Festin de Babette et autres contes  (ISBN 2070349330).
  - Le Plongeur
  - Le Dîner de Babette : porté à l'écran sous le titre Le Festin de Babette
  - Tempêtes
  - L'Éternelle Histoire : porté à l'écran par Orson Welles sous le titre français de Une histoire immortelle
  - L'Anneau
- 1960 : Ombres sur la prairie  (ISBN 2070393097)
  - Ombres sur la prairie
  - Barua a Soldani
  - Le Grand Geste
  - Échos des montagnes
- 1965 : parution posthume de Essais  (ISBN 2264030887)

Ensemble de textes sur des sujets variés.
- - Mariage moderne et autres considérations
  - Noirs et blancs en Afrique
  - Lettres d'un pays en guerre
  - L'Angleterre retrouvée
  - Sur quatre fusains
  - Daguerréotypes
  - Un discours de clôture avec quatorze ans de retard
  - De profane à profane
  - Rungstedlund, allocution radiophonique
  - Les Devises de ma vie
- 1975 : parution posthume de Les chevaux fantômes  (ISBN 2070401723)
  - Ehrengarde
  - Seconde rencontre
  - Le Gros Homme
  - Les Chevaux fantômes
- 1975 : parution posthume de Les Fils de rois  (ISBN 2070712486)
  - Les Deux solitaires
  - Le Laboureur
  - En attendant les mariés
  - La Famille de Cats
  - Oncle Théodore
  - Carnaval
  - Le Dernier Jour
  - Les Fils de rois
  - Oncle Sénèque
  - Anna
  - L'Orgueilleuse
  - L'Ours et le Baiser
- Lettres d'Afrique 1914-1931 : recueil de lettres que Karen Blixen écrit à sa famille pendant son séjour au Kenya  (ISBN 2070385337)

Il faut noter que l'édition française est amputée d'un bon nombre de lettres ou de parties de lettres par rapport à la version anglaise. Les extraits manquants concernent surtout le travail et les finances de la ferme.
- Lettres du Danemark 1931-1962 : recueil de lettres que Karen Blixen écrit après son départ définitif du Kenya et pendant les 30 dernières années de sa vie  (ISBN 2070750418)

## Dans les arts et la culture populaire

### Filmographie

#### Cinéma
- 1985 : Out of Africa, de Sydney Pollack avec Meryl Streep dans le rôle de Karen Blixen

#### Télévision
2022 : The Dreamer - Becoming Karen Blixen, (titre original : Drømmeren - Karen Blixen bliver til)  série télévisée danoise créée par Dunja Gry Jensen, réalisée par Jeanette Nordahl. Série en six épisodes de 45 minutes diffusée en France sur OCS (bouquet) en 2024